# ジェームズ・パクストン
ジェームズ・オルストン・パクストン（James Alston Paxton, 1988年11月6日 - ）は、カナダのブリティッシュコロンビア州リッチモンド出身の元プロ野球選手（投手）。左投左打。現役時代の代理人はスコット・ボラス。愛称はザ・ビッグ・メープル（The Big Maple）。

## 経歴

### プロ入り前
ケンタッキー大学出身で、同大学では同じカナダ出身のアンドリュー・アルバースとチームメイトだった。
2009年のMLBドラフト1巡目追補（全体37位）でトロント・ブルージェイズから指名を受ける。入団交渉において、ブルージェイズはコミッショナー推奨額に沿った87万4500ドルの契約金を提示。一方、代理人のスコット・ボラスは100万ドルを要求したまま譲らず、契約は不成立に終わった。

### プロ入りと独立リーグ時代
その後、独立リーグであるアメリカン・アソシエーションのグランドプレーリー・エアーホッグスに入団し、2010年に4試合に登板したが、球速の低下によりやや評価を落とした。

### マリナーズ時代

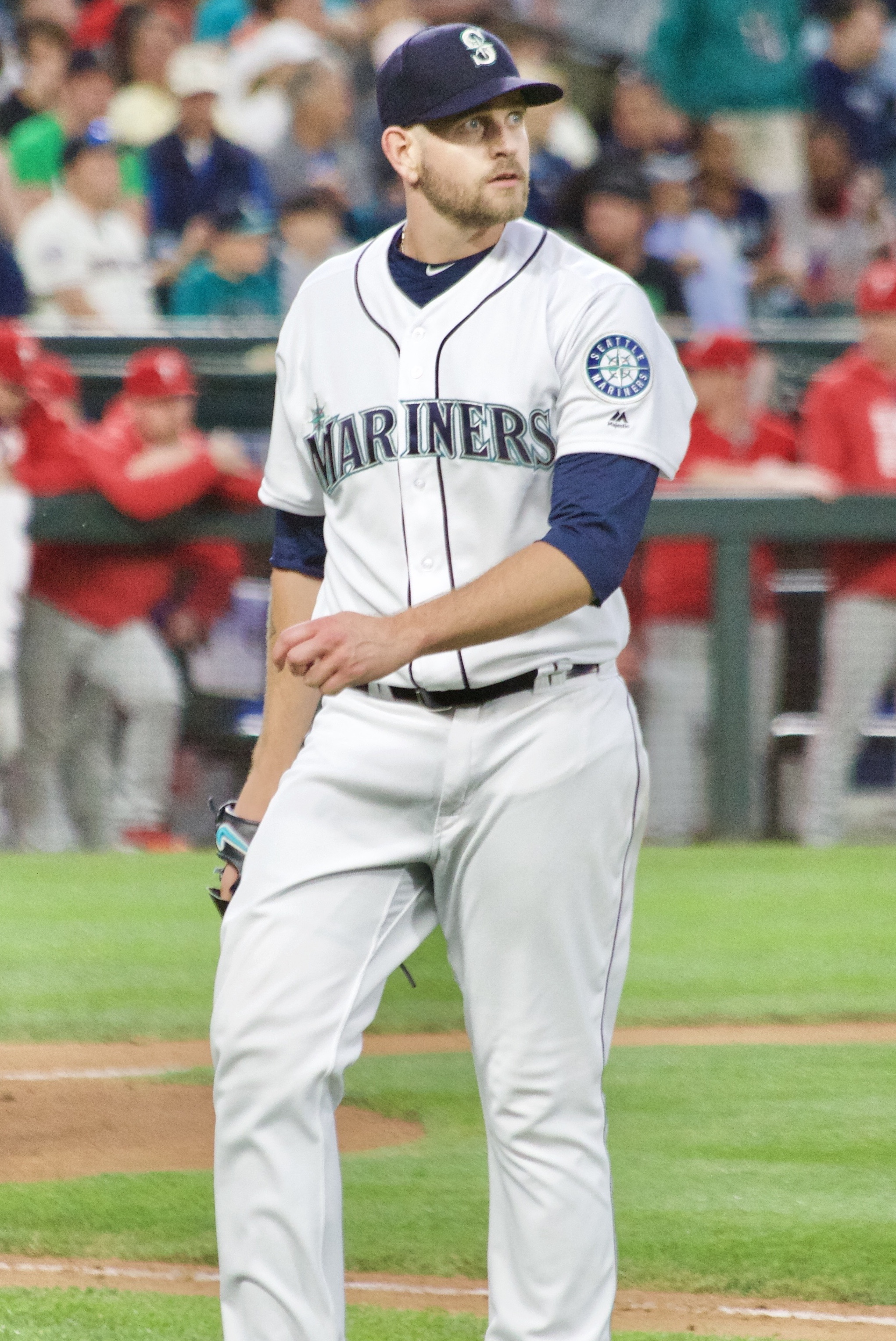
シアトル・マリナーズ時代
（2017年6月27日）

2010年のMLBドラフト4巡目（全体132位）でシアトル・マリナーズから指名され、2011年3月4日に94万2500ドルの契約金で入団した。
2011年4月にA級クリントン・ランバーキングスでデビュー。球速は2009年の水準に戻っており、7月にAA級ジャクソン・ジェネラルズに昇格するまでの56イニングで80三振を奪った。同月にはオールスター・フューチャーズゲームに世界選抜の一員として出場した。AA級ジャクソンでも勢いは衰えず、7度の先発で防御率1.75、奪三振率11.77を記録。マイナー全体でも屈指の有望株に成長した。
2013年9月3日にメジャー初昇格を果たし、7日のタンパベイ・レイズ戦で先発して6回2失点に抑え、初登板初勝利を挙げた。
2014年2月20日にマリナーズと1年契約に合意した。この年は13試合で先発のマウンドに登り、6勝4敗、防御率3.04、WHIP1.20という好成績を残した。
2015年も前年と同数の13試合に先発で投げたが成績は悪化し、防御率3.90、3勝4敗と負け越した。特に本塁打は、前年より投球イニングが減ったにもかかわらず、5本も多く被弾した。
2016年は20試合に先発登板し、6勝7敗、防御率3.79、WHIP1.31という成績を記録した。有望株とされながら、依然として規定投球回到達や2桁勝利はならなかったものの、奪三振率と与四球率の向上により、K/BBは自己ベストの4.88を記録した。8月7日のロサンゼルス・エンゼルス戦の9回、アンドレルトン・シモンズの打球が左腕に直撃して降板し、故障者リストに登録された。
2017年は5月5日に左前腕の張りで故障者リストに登録された。その後、復帰し、7月部門で初となるピッチャー・オブ・ザ・マンスを受賞した。最終的に規定投球回到達は逃したものの24試合に先発登板した。12勝5敗、防御率2.98と初の2桁勝利と防御率2点台を記録し、先発ローテーションの一角として台頭した。
2018年5月8日、ロジャーズ・センターで行われたトロント・ブルージェイズ戦においてノーヒットノーランを達成した。カナダ人投手がカナダの球場で同記録を達成したのは史上初だった。7月12日のエンゼルス戦の初回、背中の痛みを訴えて降板し、故障者リストに登録された。8月14日のオークランド・アスレチックスの初回、ジェド・ラウリーの打球が左腕に直撃して降板し、故障者リストに登録された。この年は28試合に先発、またも規定投球回に到達せず11勝6敗、防御率3.76と若干成績を落としたが、奪三振は208と初めてシーズン200奪三振を記録した。

### ヤンキース時代

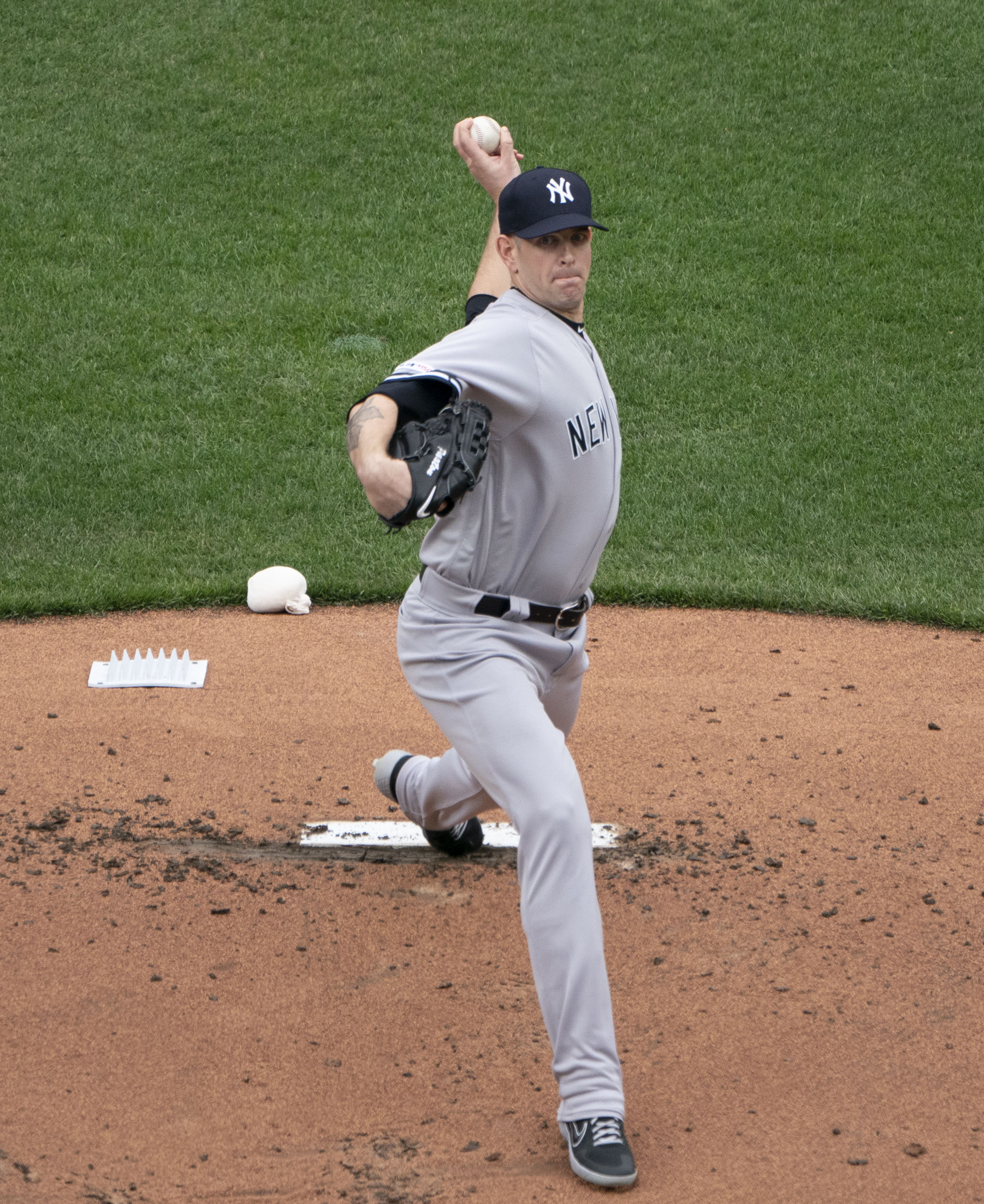
ニューヨーク・ヤンキース時代
（2019年4月4日）

2018年11月19日にジャスティス・シェフィールド、エリック・スワンソン、ドム・トンプソン＝ウイリアムズとのトレードで、ニューヨーク・ヤンキースへ移籍した。
2019年は開幕からローテーション入りしたが、5月に左膝の炎症で故障者リスト入りした。6月29日と6月30日にライバルのレッドソックスとMLB史上初となるヨーロッパでの公式戦となったロンドンのロンドン・スタジアムでの「ロンドンシリーズ」にヤンキースの一員として帯同。最終的に前年から投球回は減少したが、29試合に先発登板し、自己最多かつチームトップの15勝を記録した。特に8月以降は11試合で10勝負けなし、防御率2.51と好調であった。また、結果的に唯一の出場となったポストシーズンでは3試合に登板し、ヒューストン・アストロズとのリーグ優勝決定シリーズ第5戦では、6回を投げて被安打4、1失点、9奪三振の好投を披露して相手先発ジャスティン・バーランダーに投げ勝ち、勝利投手となった（チームは次の試合に敗れて敗退）。ただ、これ以降は登板どころか出場すらもできなかった為、結果的にこの年がポストシーズン唯一の出場かつ勝利ともなった。
2020年2月にマイクロ内視鏡下での椎間板切除手術を受けた。復帰に3ヶ月から4ヶ月かかる見通し。オフの11月1日にFAとなった。

### マリナーズ復帰
2021年2月18日に古巣のマリナーズと850万ドルの1年契約を結んだ。オプションとして10試合以上に登板した場合は75万ドル、20試合以上に登板した場合はさらに75万ドルの出来高が含まれる。シーズン開幕後、4月6日のシカゴ・ホワイトソックス戦でマリナーズ復帰後初登板を果たしたが、この試合で左肘の痛みを訴えて2回途中で降板した。後にトミー・ジョン手術が必要と診断され、4月下旬に同手術を受けることになった。4月28日にトミー・ジョン手術を受け、同年シーズンは欠場することを発表した。オフの11月3日にFAとなった。そのため1試合の登板に留まった。

### レッドソックス時代
2021年12月1日にボストン・レッドソックスと600万ドルの1年契約を結んだ。2023年の契約は相互オプションとなり、行使された場合は2024年の契約にチームオプションが発生する。
2022年は開幕から前年受けた手術のリハビリに努めた。8月18日に傘下のルーキー級フロリダ・コンプレックスリーグ・レッドソックスで実戦復帰したが、この試合で広背筋を痛め、この年の残りの試合を欠場した。オフに球団から相互オプションを破棄されたが、自身は行使したため、残留となった。
2023年に復帰。7月3日に通算2度目となる6月のピッチャー・オブ・ザ・マンスを受賞した。19試合の登板で7勝5敗、防御率4.50だった。オフの11月3日にFAとなった。

### ドジャース時代
2024年1月30日にロサンゼルス・ドジャースと1年1100万ドルの契約を結んだ。ドジャースでは18試合に登板し8勝2敗を記録したが、防御率は4.43という成績に留まった。7月22日にDFAとなった。

### レッドソックス復帰
2024年7月26日にモイセス・ボリバーとのトレードで、古巣のレッドソックスへ移籍した。

### 引退
2024年9月12日に現役を引退する意向を示した。オフの10月31日にFAとなって、現役を引退した。

## 選手としての特徴
コンスタントに90mph台半ばを計測し、最速100.5mph（約161.7km/h）に達するフォーシームに加え、カットボール、ナックルカーブ、チェンジアップを投げ分け、三振の山を築く。また右打者に対してのカットボールによるゴロアウトが多く、フライを打たれることは少ない。2011年はマイナーで95イニングを投げて被弾は僅かに3本だった。
制球力が唯一の課題とされているが、AA級昇格後は与四球率が改善された。2012年にはメジャーでの先発ローテーション入りが期待されていたが、メジャーデビューは翌2013年にずれ込んだ。
投球フォームはアンディ・ペティットに似ているが、真似たわけではない。

## 詳細情報

### 年度別投手成績
| 年 度     | 球 団     | 登 板 | 先 発 | 完 投 | 完 封 | 無 四 球 | 勝 利 | 敗 戦 | セ 丨 ブ | ホ 丨 ル ド | 勝 率 | 打 者 | 投 球 回 | 被 安 打 | 被 本 塁 打 | 与 四 球 | 敬 遠 | 与 死 球 | 奪 三 振 | 暴 投 | ボ 丨 ク | 失 点 | 自 責 点 | 防 御 率 | W H I P |
| --------- | --------- | ----- | ----- | ----- | ----- | -------- | ----- | ----- | -------- | ----------- | ----- | ----- | -------- | -------- | ----------- | -------- | ----- | -------- | -------- | ----- | -------- | ----- | -------- | -------- | ------- |
| 2013      | SEA       | 4     | 4     | 0     | 0     | 0        | 3     | 0     | 0        | 0           | 1.000 | 94    | 24.0     | 15       | 2           | 7        | 2     | 0        | 21       | 0     | 0        | 5     | 4        | 1.50     | 0.92    |
| 2014      | SEA       | 13    | 13    | 0     | 0     | 0        | 6     | 4     | 0        | 0           | .600  | 303   | 74.0     | 60       | 3           | 29       | 2     | 1        | 59       | 7     | 0        | 29    | 25       | 3.04     | 1.20    |
| 2015      | SEA       | 13    | 13    | 0     | 0     | 0        | 3     | 4     | 0        | 0           | .429  | 297   | 67.0     | 67       | 8           | 29       | 1     | 0        | 56       | 5     | 0        | 34    | 29       | 3.90     | 1.43    |
| 2016      | SEA       | 20    | 20    | 0     | 0     | 0        | 6     | 7     | 0        | 0           | .462  | 511   | 121.0    | 134      | 9           | 24       | 3     | 1        | 117      | 5     | 0        | 34    | 29       | 3.79     | 1.31    |
| 2017      | SEA       | 24    | 24    | 0     | 0     | 0        | 12    | 5     | 0        | 0           | .706  | 552   | 136.0    | 113      | 9           | 37       | 1     | 3        | 156      | 15    | 1        | 47    | 45       | 2.98     | 1.10    |
| 2018      | SEA       | 28    | 28    | 2     | 1     | 0        | 11    | 6     | 0        | 0           | .647  | 645   | 160.1    | 134      | 23          | 42       | 0     | 1        | 208      | 8     | 0        | 67    | 67       | 3.76     | 1.10    |
| 2019      | NYY       | 29    | 29    | 0     | 0     | 0        | 15    | 6     | 0        | 0           | .714  | 633   | 150.2    | 138      | 23          | 55       | 1     | 2        | 186      | 0     | 2        | 71    | 64       | 3.82     | 1.28    |
| 2020      | NYY       | 5     | 5     | 0     | 0     | 0        | 1     | 1     | 0        | 0           | .500  | 90    | 20.1     | 23       | 4           | 7        | 0     | 1        | 26       | 2     | 0        | 17    | 15       | 6.64     | 1.48    |
| 2021      | SEA       | 1     | 1     | 0     | 0     | 0        | 0     | 0     | 0        | 0           | ----  | 5     | 1.1      | 0        | 0           | 1        | 0     | 0        | 2        | 1     | 0        | 1     | 1        | 6.75     | 0.75    |
| 2023      | BOS       | 19    | 19    | 0     | 0     | 0        | 7     | 5     | 0        | 0           | .583  | 411   | 96.0     | 93       | 18          | 33       | 0     | 2        | 101      | 5     | 0        | 51    | 48       | 4.50     | 1.31    |
| 2024      | LAD       | 18    | 18    | 0     | 0     | 0        | 8     | 2     | 0        | 0           | .800  | 390   | 89.1     | 82       | 11          | 48       | 0     | 1        | 64       | 4     | 0        | 45    | 44       | 4.43     | 1.46    |
| 2024      | BOS       | 3     | 3     | 0     | 0     | 0        | 1     | 1     | 0        | 0           | .500  | 47    | 11.0     | 13       | 1           | 2        | 0     | 0        | 9        | 0     | 0        | 8     | 5        | 4.09     | 1.36    |
| '24計     | BOS       | 21    | 21    | 0     | 0     | 0        | 9     | 3     | 0        | 0           | .750  | 437   | 100.1    | 95       | 12          | 50       | 0     | 1        | 73       | 4     | 0        | 53    | 49       | 4.40     | 1.45    |
| MLB：11年 | MLB：11年 | 177   | 177   | 2     | 1     | 0        | 73    | 41    | 0        | 0           | .640  | 3978  | 951.0    | 872      | 111         | 314      | 9     | 12       | 1005     | 59    | 2        | 437   | 398      | 3.77     | 1.25    |

- 各年度の太字はリーグ最高

### ポストシーズン投手成績
| 年 度     | 球 団     | シ リ ｜ ズ | 登 板 | 先 発 | 勝 利 | 敗 戦 | セ ｜ ブ | 打 者 | 投 球 回 | 被 安 打 | 被 本 塁 打 | 与 四 球 | 敬 遠 | 与 死 球 | 奪 三 振 | 暴 投 | ボ ｜ ク | 失 点 | 自 責 点 | 防 御 率 |
| --------- | --------- | ----------- | ----- | ----- | ----- | ----- | -------- | ----- | -------- | -------- | ----------- | -------- | ----- | -------- | -------- | ----- | -------- | ----- | -------- | -------- |
| 2019      | NYY       | ALDS        | 1     | 1     | 0     | 0     | 0        | 20    | 4.2      | 5        | 2           | 1        | 0     | 0        | 8        | 0     | 0        | 3     | 3        | 5.79     |
| 2019      | NYY       | ALCS        | 2     | 2     | 1     | 0     | 0        | 38    | 8.1      | 8        | 0           | 6        | 0     | 0        | 12       | 1     | 0        | 2     | 2        | 2.16     |
| 出場：1回 | 出場：1回 | 出場：1回   | 3     | 3     | 1     | 0     | 0        | 58    | 13.0     | 13       | 2           | 7        | 0     | 0        | 20       | 1     | 0        | 5     | 5        | 3.46     |

### 年度別打撃成績
| 年 度    | 球 団    | 試 合 | 打 席 | 打 数 | 得 点 | 安 打 | 二 塁 打 | 三 塁 打 | 本 塁 打 | 塁 打 | 打 点 | 盗 塁 | 盗 塁 死 | 犠 打 | 犠 飛 | 四 球 | 敬 遠 | 死 球 | 三 振 | 併 殺 打 | 打 率 | 出 塁 率 | 長 打 率 | O P S |
| -------- | -------- | ----- | ----- | ----- | ----- | ----- | -------- | -------- | -------- | ----- | ----- | ----- | -------- | ----- | ----- | ----- | ----- | ----- | ----- | -------- | ----- | -------- | -------- | ----- |
| 2013     | SEA      | 4     | 1     | 1     | 1     | 0     | 0        | 0        | 0        | 0     | 0     | 0     | 0        | 0     | 0     | 1     | 0     | 0     | 1     | 0        | .000  | .500     | .000     | .500  |
| 2014     | SEA      | 13    | 2     | 1     | 0     | 0     | 0        | 0        | 0        | 0     | 0     | 0     | 0        | 1     | 0     | 0     | 0     | 0     | 1     | 0        | .000  | .000     | .000     | .000  |
| 2015     | SEA      | 13    | 2     | 2     | 0     | 0     | 0        | 0        | 0        | 0     | 0     | 0     | 0        | 0     | 0     | 0     | 0     | 0     | 2     | 0        | .000  | .000     | .000     | .000  |
| 2016     | SEA      | 20    | 4     | 3     | 0     | 0     | 0        | 0        | 0        | 0     | 0     | 0     | 0        | 0     | 0     | 1     | 0     | 0     | 3     | 0        | .000  | .250     | .000     | .250  |
| 2019     | NYY      | 29    | 8     | 5     | 0     | 0     | 0        | 0        | 0        | 0     | 1     | 0     | 0        | 3     | 0     | 0     | 0     | 0     | 5     | 0        | .000  | .000     | .000     | .000  |
| MLB：5年 | MLB：5年 | 79    | 18    | 12    | 1     | 0     | 0        | 0        | 0        | 0     | 1     | 0     | 0        | 4     | 0     | 2     | 0     | 0     | 12    | 0        | .000  | .143     | .000     | .143  |

### 年度別守備成績
| 年 度 | 球 団 | 投手（P） | 投手（P） | 投手（P） | 投手（P） | 投手（P） | 投手（P） |
| 年 度 | 球 団 | 試 合     | 刺 殺     | 補 殺     | 失 策     | 併 殺     | 守 備 率  |
| ----- | ----- | --------- | --------- | --------- | --------- | --------- | --------- |
| 2013  | SEA   | 4         | 0         | 3         | 0         | 0         | 1.000     |
| 2014  | SEA   | 13        | 1         | 7         | 3         | 1         | .727      |
| 2015  | SEA   | 13        | 0         | 6         | 0         | 0         | 1.000     |
| 2016  | SEA   | 20        | 0         | 12        | 3         | 1         | .800      |
| 2017  | SEA   | 24        | 4         | 6         | 0         | 0         | 1.000     |
| 2018  | SEA   | 28        | 1         | 7         | 0         | 0         | 1.000     |
| 2019  | NYY   | 29        | 2         | 10        | 0         | 0         | 1.000     |
| 2020  | NYY   | 5         | 0         | 2         | 0         | 0         | 1.000     |
| 2021  | SEA   | 1         | 0         | 0         | 0         | 0         | ----      |
| 2023  | BOS   | 19        | 2         | 4         | 0         | 0         | 1.000     |
| 2024  | LAD   | 18        | 0         | 6         | 1         | 0         | .857      |
| 2024  | BOS   | 3         | 1         | 0         | 0         | 0         | 1.000     |
| '24計 | BOS   | 21        | 1         | 6         | 1         | 0         | .875      |
| MLB   | MLB   | 177       | 11        | 63        | 7         | 2         | .914      |

### 表彰
- ピッチャー・オブ・ザ・マンス：2回（2017年7月、2023年6月）

### 記録
MiLB
- オールスター・フューチャーズゲーム選出：1回（2011年）

MLB
- ノーヒットノーラン：1回（2018年5月8日、対トロント・ブルージェイズ戦）

### 背番号
- 65（2013年 - 2020年、2023年 - 2024年）
- 44（2021年）